# Mysmena vitiensis
Mysmena vitiensis är en spindelart som beskrevs av Forster 1959. Mysmena vitiensis ingår i släktet Mysmena och familjen Mysmenidae.
Artens utbredningsområde är Fiji. Inga underarter finns listade i Catalogue of Life.